# Trillingsippa
Trillingsippa (Anemone trifolia) är en växtart i familjen ranunkelväxter och förekommer naturligt från sydvästra och centrala till södra Europa. Arten odlas ibland som trädgårdsväxt i Sverige.